# Rompecabezas de una bola en un laberinto

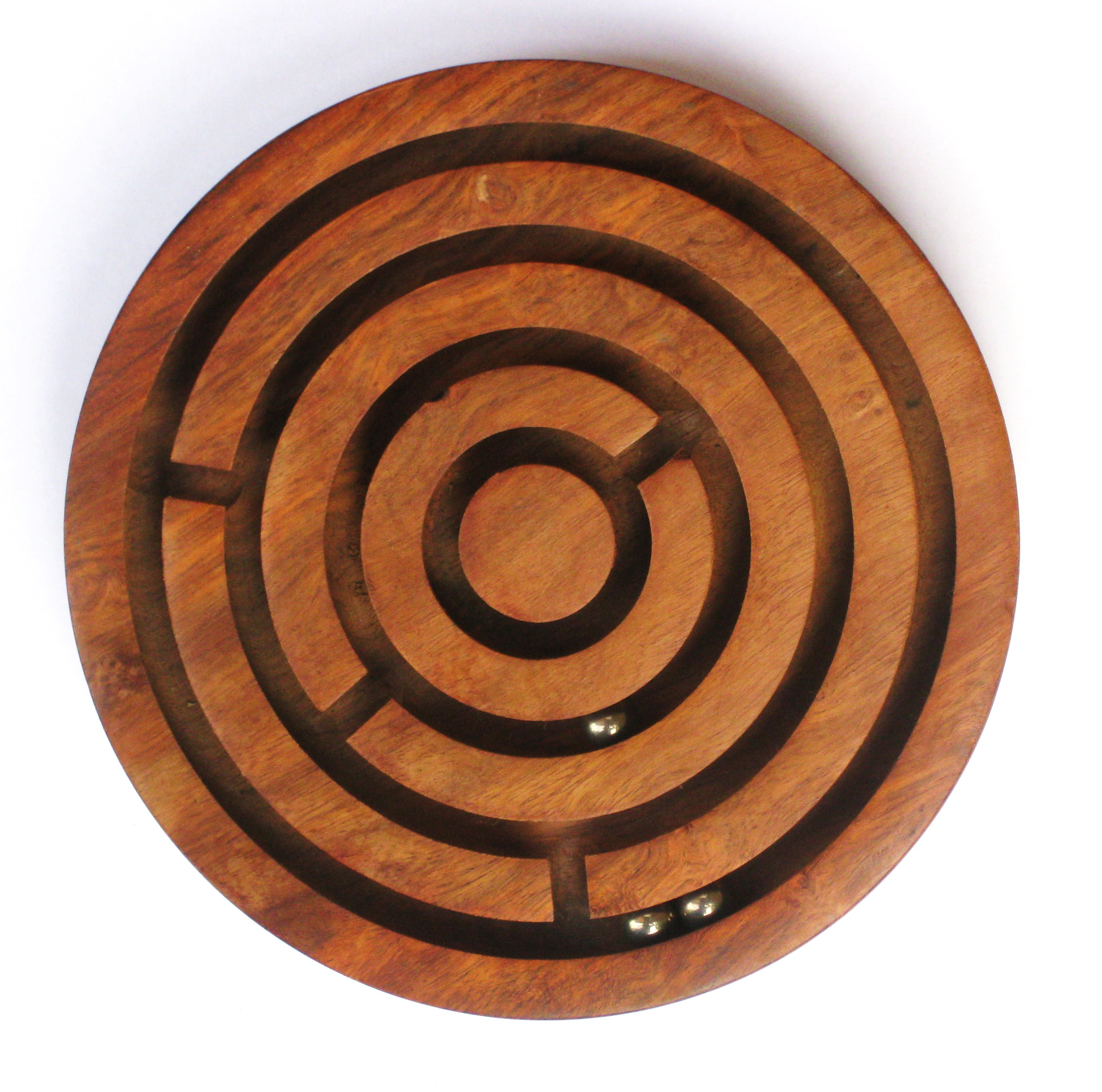
Una sencilla bola de madera en un laberinto.

Los rompecabezas de bolas en un laberinto son rompecabezas de destreza que implican manipular un Laberinto o una o varias bolas para que la bola o las bolas se manipulen hacia un objetivo. Juguetes como este han sido populares desde que Charles Martin Crandall inventó Pigs in Clover (también escrito Pigs-in-clover) y luego lo patentó el 10 de septiembre de 1889. El juego fue furor en Estados Unidos desde mediados de febrero hasta mayo de 1889; según The Waverly Free Press, se producían 8000 rompecabezas al día. Se jugó en casa, en los autobuses, en la calle, en los parques e incluso entre los políticos estadounidenses. Sam Loyd afirmó falsamente haberlo inventado en una entrevista en 1891.
En algunas versiones, se inclina un laberinto de madera mediante dos perillas y se debe guiar la bola a través de una serie de agujeros y obstáculos. En otras versiones en las que hay que manipular las bolas en lugar del laberinto se utiliza un imán.
Otra versión, generalmente moldeada en plástico transparente, utiliza la bola como llave para abrir un compartimiento interno manipulando la bola hasta colocarla en posición y luego operando un mecanismo deslizante que libera una puerta de acceso. A veces se les llama bancos «Laberinto de dinero» o cajas rompecabezas. Se han realizado versiones virtuales de los rompecabezas.